# Armando Ibraković
Armando Ibraković, född 23 oktober 1988 i Zenica, Bosnien och Hercegovina, är en bosnisk/svensk före detta fotbollsspelare som spelade som försvarare (mittback/höger ytterback). 

## Karriär
Han är uppväxt i Norrköping och fotbollsmässigt fostrad i IF Sylvia men övergick till IFK Norrköping inför återkomsten till allsvenskan säsongen 2007/2008. Han är svensk U-19-landslagsman med meriter från både U-15 och U-17.
Helsingborg, IFK Göteborg och Örebro SK är några av de svenska klubbar som visat intresse för honom. Även tyska Schalke 04 skall ha haft ögonen på honom sedan en tid tillbaka. År 2006 var han nära att skriva kontrakt med FC Hansa Rostock. Han har även provspelat för Hannover 96.
Men det gick inte bra för Ibrakovic året 2008. Han fick mest nöta bänk och var väldigt skadebenägen.
I mars 2010 åtalades Armando Ibraković för att deltagit i ett villarån i Västervik. Åtalspunkterna gällde grovt rån, olaga frihetsberövande och narkotikabrott. Under utredningen erkände Armando Ibraković brotten och blev samtidigt sparkad av hans klubb IFK Norrköping. Den 23 mars 2010 dömdes han till tre och ett halvt års fängelse.
I december 2011 blev Ibraković villkorligt frigiven och återvände till moderklubben IF Sylvia.
I november 2013 presenterades Ibraković för Norrköpingsklubben Assyriska IF. I juni 2019 avslutade han sin karriär och blev sportchef i klubben. Under hösten 2019 tog Ibraković även över som huvudtränare i Assyriska IF. Under 2020 blev han istället ungdomstränare i IFK Norrköping.